# Oedocephalum pallidum
Oedocephalum pallidum är en svampart som först beskrevs av Berk. & Broome, och fick sitt nu gällande namn av Costantin ex Thaxt. 1891. Oedocephalum pallidum ingår i släktet Oedocephalum, ordningen skålsvampar, klassen Pezizomycetes, divisionen sporsäcksvampar och riket svampar.   Inga underarter finns listade i Catalogue of Life.